# レフ (ロシア・アヴァンギャルド)
レフ（LEF, Леф, ЛЕФ, Левый фронт искусств, Left Front of the Arts、芸術左翼戦線）とは、ロシア・アヴァンギャルド期における、文学・芸術に関する左翼団体およびその機関誌名。文学と芸術を通じて、左翼的な哲学やイデオロギーの構築・実現を目指した。
1923年から1925はLEFとして、1927年から1929年はNovy LEFとして発行された。
主要メンバーは、
1. 詩・文学では、マヤコフスキー、アセーエフ、トレチャコフ（英語版）、カメンスキー、パステルナーク、ネズナモフ（ロシア語版）、チュジャク（英語版）、アルヴァートフ（英語版）、クシュネル（英語版）、ブリーク（英語版）、キルサノフ（英語版）、シクロフスキー、ラヴィンスキー（ロシア語版）、クルチョーヌイフ、ヴィノクール（英語版）、トゥイニャーノフ
2. 美術では、ロトチェンコ、ステパノヴァ（英語版）
3. 映像では、エイゼンシュテイン、クレショフ、ヴェルトフ

レフは、未来派、ロシア構成主義、オポヤズなどにかかわった者が寄り集まったものだといえる。1929年5月末には、マヤコフスキー、アセーエフ、ブリーク、ネズナモフらはレフを脱退し、6月までにはРеф（REF、レフ、芸術革命戦線）を結成した。
後にロシア・プロレタリア作家協会（ラップ）などの諸団体と合同してソビエト連邦作家同盟に再編された。

## 機関誌レフ
表紙には、「Журнал Левого Фронта Искусств」とも記載されているが、通常、単に「レフ」と呼ばれる。1923年3月に創刊、1924年まで全7号が刊行された。編集責任者はマヤコフスキー、表紙その他デザインは主としてロトチェンコ。マヤコフスキー以外の編集委員は、以下の6名。
- ニコライ・アセーエフ
- ボリス・アルヴァートフ
- オシップ・ブリーク
- ボリス・クシュネル
- セルゲイ・トレチャコフ
- ニコライ・チュジャク

各号は以下のとおり
- 1923年1号（創刊号。3月、март）
- 1923年2号（4月-5月、апрель-май）
- 1923年3号（6月-7月、июнь-июль）
- 1923年4号（8月-12月、август-декабрь）
- 1924年1号（通巻5号）
- 1924年2号（通巻6号）
- 1925年1号（1月。通巻7号。最終巻。「1925年3号」（1924年度の「3号」が、年を越えて刊行されたということか？）と表記する資料もある）

1927年1月には、新レフ（New Lef, Новый Леф）が創刊された。1928年12月号まで全22号が刊行された。編集責任者はマヤコフスキーで（ただ、最後の5号はトレチャコフが編集したとされる）、マヤコフスキー以外には、アセーエフ、トレチャコフ、ブリーク、シクロフスキーらが参加。美術は引き続きロトチェンコ。
各号発行月。
- 1927年1月号から1928年12月号